# Bookends (album)
Bookends is het vierde studioalbum van het Amerikaanse muziekduo Simon & Garfunkel. Het album werd op 3 april 1968 in de Verenigde Staten uitgebracht door Columbia Records en is geproduceerd door Paul Simon, Roy Halee en Art Garfunkel. Het duo was twee jaar eerder bekend geworden met de albums Sounds of Silence en Parsley, Sage, Rosemary and Thyme en het soundtrackalbum voor de film The Graduate uit 1967.
Bookends is een conceptalbum over het leven van kinderjaren tot oudere leeftijd. De eerste kant van het album toont opeenvolgende fasen in het leven, het nummer Bookends Theme fungeert als 'boekensteunen' (Eng.: Bookends) voor de levensloop. De tweede kant bestaat uit grotendeels ongebruikt materiaal voor de soundtrack van de film The Graduate. De teksten van Simon gaan over jeugd, desillusie, relaties, ouderdom en sterfte. Veel van het materiaal werd gemaakt met producent John Simon (geen verwantschap met Paul), die aan de opname meedeed toen Paul Simon last had van schrijversblok. Het album werd geleidelijk opgenomen in de loop van een jaar, met een versnelling rond de laatste maanden van 1967.
De eerste verkoopcijfers voor Bookends waren aanzienlijk in de VS en het album bracht de nummer één single "Mrs. Robinson" voort. Het album werd het best verkocht in de VS en in het Verenigd Koninkrijk, waar het terecht kwam op nummer één. Bookends werd beschouwd als een doorbraak voor het duo en plaatste hen op hetzelfde niveau als artiesten zoals de Beatles, Bob Dylan en de Rolling Stones in de voorhoede van de culturele beweging in de jaren zestig. Het album heeft een blijvende goede reputatie.

## Achtergrond
Simon & Garfunkel kenden hun eerste grote nationaal succes toen hun hitsingle " The Sound of Silence" in 1965 op de radio speelde in een periode waarin het duo uit elkaar was gegaan vanwege het mislukken van hun debuut Wednesday Morning, 3 A.M. (1964). Na een nieuwe release, Sounds of Silence (1965), nam het duo Parsley, Sage, Rosemary and Thyme (1966) op en bracht dit uit, wat vernieuwde commerciële aandacht en positieve kritieken voor het duo bracht. Simon, toen 25, had het gevoel dat hij er eindelijk "in geslaagd was" tot een hoger niveau van rock and roll, terwijl hij vooral artistieke integriteit behield ("wat hem spiritueel dichter bij Bob Dylan bracht dan, zeg maar, Bobby Darin", schreef biograaf Marc Eliot ). Het duo koos William Morris als hun boekingskantoor na een aanbeveling van Wally Amos, een gemeenschappelijke vriend via hun producent, Tom Wilson.
Tijdens de sessies voor Parsley nam het duo " A Hazy Shade of Winter" op en besloot het toen als single uit te brengen, waar het op nummer 13 op de nationale hitlijsten piekte. Tevens namen ze "At the Zoo" op voor een single in 1967 (het kwam lager uit op nummer 16). Simon begon te werken voor Bookends rond deze tijd, en vertrouwde aan een schrijver bij High Fidelity dat "ik niet meer geïnteresseerd ben in singles". Hij had een schrijversblok, waardoor Simon & Garfunkel geen album kon uitbrengen in 1967. Van kunstenaars werd destijds verwacht dat ze twee, misschien drie albums per jaar uitbrachten en het gebrek aan productiviteit van het duo baarde leidinggevenden bij Columbia Records zorgen. Te midden van de bezorgdheid over Simons gebrek aan productiviteit regelde Columbia Records-voorzitter Clive Davis de opkomende platenproducent John Simon om de opname te starten. Simon was wantrouwend tegenover "mannen in kostuum" (muziekproducenten) op het label. Zo brachten Simon en Garfunkel een bandrecorder mee naar een meeting met Davis, die met een "vaderlijk gesprek" hield over het versnellen van de productie, om er later om te lachen.

## Opname en productie
Bookends werd opgenomen op onregelmatige wijze van 1966 tot 1968. John Simons eerste sessie met de groep was voor "Fakin 'It " in juni 1967. Het duo had nog een ouder contract dat het loon voor sessies specificeerde ("hoe hoog kunnen de opnamekosten zijn voor een folk duo?" zei John Simon). Simon & Garfunkel profiteerden hiervan en huurden altviolisten, koperblazers en percussionisten in.  Toen de altvioolspelers arriveerden, was het duo zo geïntrigeerd door het geluid van de muzikanten die hun instrumenten stemden voor de opname dat ze bijna de hele nacht (op kosten van Colombia) probeerden dat willekeurige geluid te vinden. 

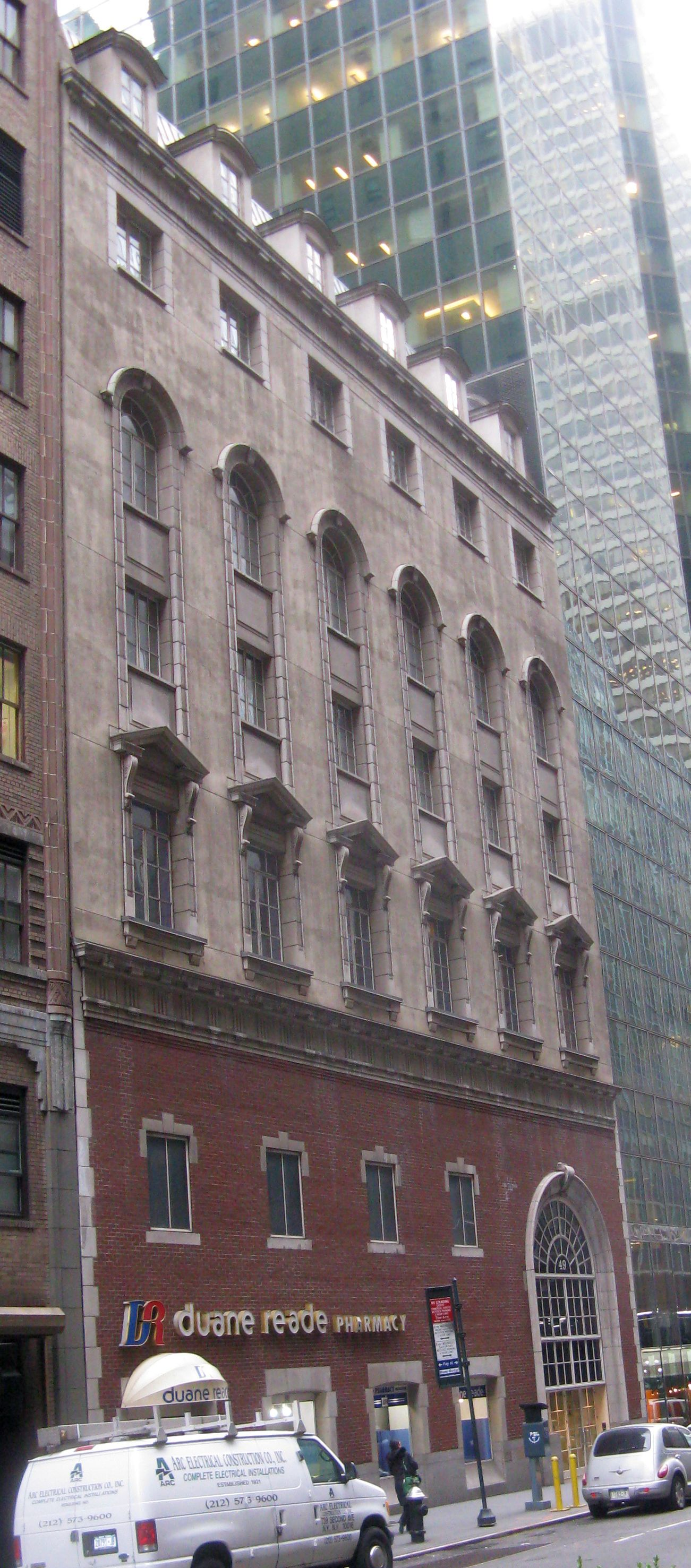
Bookends werd opgenomen in Columbia's Studio B in het CBS Studio Building in Manhattan.

De korte duur van de plaat weerspiegelt de beknopte en perfectionistische productie. Het team besteedde meer dan 50 studio-uren bijvoorbeeld aan het opnemen van "Punky's Dilemma" en nam zangpartijen opnieuw op, soms noot voor noot, totdat ze tevreden waren. Simon lette goed op zijn stem en hij streefde ernaar elke regel perfect te krijgen. Hij nam een grotere rol in alle aspecten van de productie, en harmonieën waarvoor de band beroemd was verdwenen geleidelijk in het voordeel van liedjes die door elk lid afzonderlijk werden gezongen. Hoewel het album lang van tevoren was gepland, begon het werk pas echt in de late maanden van 1967.
Het werk van John Simon met het duo bracht verschillende nummers voort die op Bookends eindigden, zoals "Punky's Dilemma", " Save the Life of My Child " en "Overs". In oktober 1967 woonde Morgan Ames, schrijver voor het tijdschrift High Fidelity, een opnamesessie bij met het duo, Simon, Halee en een assistent-ingenieur in de opnamestudio van Columbia op 52nd Street in New York. Haar opmerkingen werden gepubliceerd in de novembereditie van het tijdschrift:
Werkzaamheden aan Bookends vertraagden aan het begin van het nieuwe jaar, met het vertrek van John Simon bij Columbia. Het duo en Halee voltooiden de productie zelf en namen "America" op 1 februari op, de definitieve versie van "Mrs. Robinson" op 2 februari, en "Old Friends" en het afsluitende "Bookends Theme" op 8 maart. Simon vond dat het album "het meeste geprofiteerd van de studiotijd" van alle albums van het duo.

## Ontvangst
De kritieken van Bookends bij de release in 1968 waren grotendeels positief. Allen Evans van de Britse publicatie New Musical Express (NME) gaf de plaat vier van de vijf sterren en noemde het 'inspirerende, descriptieve muziek', terwijl hij opmerkte dat het album 'fantasierijk en soms verwarrend is om te weten waar de componist naar op zoek is." Rivaliserende krant Melody Maker maakte geen gebruik van een waarderingssysteem, maar noemde Bookends een 'doordacht, slim en goed geproduceerd album'. Recensent Chris Welch bekritiseerde de liedjes als "niet bijzonder stemmig", maar gespeeld met "Beatles-passie en Beatles-overtuiging". Welch prees de teksten door te stellen dat "de woorden vandaag een deel van Amerika kunnen vatten, veel van Amerika's ziekte en tragedie." In de VS schreef Rolling Stone- recensent Arthur Schmidt: "De muziek is voor mij twijfelachtig, maar ik heb hun muziek altijd twijfelachtig gevonden. Het is mooi genoeg, en ik geef toe dat ik het leuk vind, maar het straalt een gevoel van proces uit, het is gepolijst, en er gebeurt niets te veel."
Latere waarderingen waren positiever. "In iets meer dan 29 minuten is Bookends verbluffend in zijn visie van een verbijsterd Amerika op zoek naar zichzelf", zei AllMusic- schrijver Thom Jurek, die het album vijf op vijf sterren gaf. Pitchfork Media 's Stephen M. Deusner noemde Bookends het moment waarop het duo 'hun draai vonden, hun folkpretenties verloren en eigenzinnige productietechnieken benadrukten om met hun kopstemmen beter overeen te komen'. De AV Club noemde Bookends het "meest muzikaal en conceptueel gedurfde album van de groep".

### Onderscheidingen
"Mrs. Robinson" werd het eerste rock and roll nummer dat Opname van het jaar won bij de 11e jaarlijkse Grammy Awards in 1969. Daarnaast kregen ze ook de award Beste eigentijdse pop door een duo of groep.
In 2000 werd het nummer 338 in de All Time Top 1000 Albums van Colin Larkin.
| Publicatie                                | land | Accolade                                  | Jaar | Rang |
| ----------------------------------------- | ---- | ----------------------------------------- | ---- | ---- |
| Robert Dimery                             | VS   | 1001 Albums You Must Hear Before You Die  | 2005 | *    |
| Rolling Stone                             | VS   | The 500 Greatest Albums of All Time       | 2012 | 234  |
| Rolling Stone                             | VS   | The Top 25 Rock & Roll Albums of the '60s | 1990 | 21   |
| * geeft een lijst zonder rangvolgorde aan |      |                                           |      |      |

## Reputatie
Het album, naast de soundtrack van The Graduate, heeft Simon & Garfunkel het grootste rockduo ter wereld gemaakt. Simon werd benaderd door tal van filmproducenten die hem wensten muziek voor hun films te schrijven of een nummer te gebruiken. Hij wees Franco Zeffirelli, die zich opmaakte om Brother Sun, Sister Moon te filmen, en John Schlesinger, die zich ook opmaakte om Midnight Cowboy te maken. Naast Hollywood-voorstellen vroegen producenten van de Broadway-show Jimmy Shine (met Simons vriend Dustin Hoffman, ook de hoofdrol in Midnight Cowboy) om twee originele nummers, maar Simon weigerde. Uiteindelijk werkte hij met Leonard Bernstein samen aan een heilige mis (hij trok zich uiteindelijk terug uit het project, wat hij "misschien te ver van zijn comfortzone vond").
'America' was ook te zien in een gelijknamige televisiereclame voor de presidentiële campagne van Bernie Sanders tijdens de voorverkiezingen van de Democratische partij in 2016. De campagne zocht toestemming om het te gebruiken van Paul Simon en Art Garfunkel zelf, die beiden toestemming gaven. Garfunkel verklaarde dat hij een voorstander was van Sanders en zijn campagne, en dat het gebruik van "America" het oorspronkelijke uitgangspunt van het nummer niet wegnam.

## Nummers
Alle nummers zijn geschreven door Paul Simon, behalve "Voices of Old People", dat door Art Garfunkel geschreven is.

| Nr. | Titel                     | Duur |
| --- | ------------------------- | ---- |
| 1.  | Bookends Theme            | 0:32 |
| 2.  | Save the Life of my Child | 2:49 |
| 3.  | America                   | 3:35 |
| 4.  | Overs                     | 2:14 |
| 5.  | Voices of Old People      | 2:07 |
| 6.  | Old Friends               | 2:36 |
| 7.  | Bookends Theme            | 1:16 |

| Nr. | Titel                  | Duur |
| --- | ---------------------- | ---- |
| 8.  | Fakin' It              | 3:17 |
| 9.  | Punky's Dilemma        | 2:12 |
| 10. | Mrs. Robinson          | 4:02 |
| 11. | A Hazy Shade of Winter | 2:17 |
| 12. | At the Zoo             | 2:23 |

## Muzikanten
Credits voor Bookends komen van AllMusic. Tracknummers verwijzen naar cd- en digitale uitgaven.
- Paul Simon - zang, gitaar
- Art Garfunkel - zang, bandopnemer, percussie

Extra muzikanten
- Hal Blaine - drums, percussie
- Joe Osborn - basgitaar
- Larry Knechtel - piano, keyboards, basgitaar op "Mrs. Robinson"[17]
- John Simon - synthesizer op "Save The Life Of My Child"

Productie
- Simon & Garfunkel - producers (tracks: 1, 3, 5–7, 10, 12)
- Roy Halee - producer (tracks: 1, 3, 5–7 & 10), opnametechnicus
- John Simon - productie-assistent bij "Save The Life Of My Child", "Overs", "Fakin 'It" en "Punky's Dilemma
- Bob Johnston - productie-assistent bij "A Hazy Shade of Winter" en "At the Zoo", productie
- Jimmie Haskell - arrangeur, voorbereiding arrangement
- Richard Avedon - fotografie

## Voetnoten
1. 1 2 3 4 5 6 7 8  Eliot 2010.
2. 1 2 3 4 5 6 7 8 9 10 11 12 13 14 15 16  Fornatale 2007.
3. ↑  Gray, Christopher, "Streetscapes: CBS Studio on 52d; At One Time, the 'Last Word in Broadcasting Design", The New York Times, 7 augustus 1988. Geraadpleegd op 25 juli 2015.
4. 1 2  Jon Landau, "Paul Simon: The Rolling Stone Interview", Rolling Stone, 20 juli 1972. Gearchiveerd op 9 december 2017. Geraadpleegd op 27 mei 2016.
5. ↑  Evans, Allen (13 juli 1968). Bookends, Simon & Garfunkel. NME (1122). ISSN: 0028-6362.
6. ↑  Welch, Chris (20 juli 1968). Bookends, Simon & Garfunkel. Melody Maker. ISSN: 0025-9012.
7. ↑  Schmidt, Arthur (25 mei 1968). Records: Bookends, Simon & Garfunkel. Rolling Stone 2 (1) (Wenner Media LLC: New York). ISSN: 0035-791X.  Gearchiveerd van origineel op 30 maart 2014. Geraadpleegd op 14 januari 2014.
8. ↑  Thom Jurek, Bookends – Simon & Garfunkel. AllMusic. Geraadpleegd op 7 mei 2014.
9. ↑  Stephen M. Deusner, Simon & Garfunkel: Bridge Over Troubled Water. Pitchfork Media (18 maart 2011). Geraadpleegd op 7 mei 2014.
10. ↑  Stephen M. Deusner, Simon & Garfunkel: The Columbia Studio Recordings 1964–1970. The A.V. Club. The Onion (19 april 2002). Geraadpleegd op 7 mei 2014.
11. ↑  All Time Top 1000 Albums, 3e. Virgin Books (2000), pp. 135. ISBN 0-7535-0493-6.
12. ↑   (May 31, 2012). 500 Greatest Albums of All Time. Rolling Stone (Wenner Media LLC).  Gearchiveerd van origineel op 6 september 2016. Geraadpleegd op 14 januari 2014.
13. ↑   (23 augustus 1990). The Top 25 Rock & Roll Albums of the '60s. Rolling Stone (585) (Wenner Media LLC: New York). ISSN: 0035-791X.
14. ↑  "New Sanders Ad Uses Simon & Garfunkel Classic 'America'", NBC News, 21 januari 2016. Geraadpleegd op 21 januari 2016.
15. ↑  Corasaniti, Nick, No Split Between Simon and Garfunkel Over Bernie Sanders's Use of Their Song. The New York Times (23 januari 2016). Geraadpleegd op 26 januari 2016.
16. ↑  Bookends – Simon & Garfunkel. AllMusic. Geraadpleegd op 25 juli 2015.
17. ↑  Gearchiveerde kopie. Gearchiveerd op 24 juni 2022. Geraadpleegd op 7 juni 2023.